# Václav Kalina (voják)

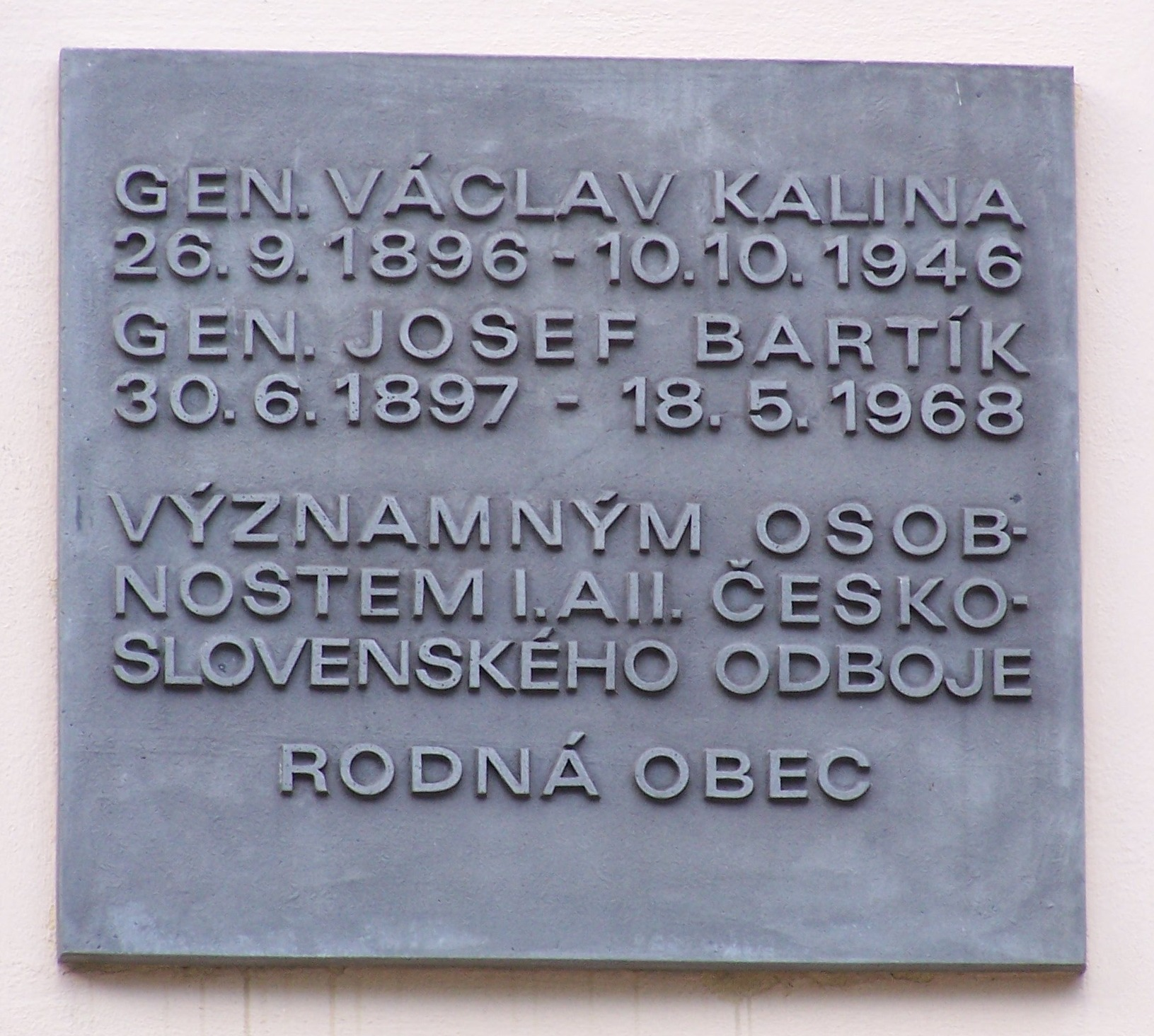
Pamětní deska v obci Stachy

Václav Kalina (26. září 1896 Stachy – 10. října 1946 Praha) byl plukovník československé armády, brigádní generál in memoriam.

## Život
V letech 1907 až 1914 vystudoval gymnázium v Táboře. V roce 1914 bylo mobilizován a zařazen k 11. pěšímu pluku rakousko-uherské armády. Dne 11. května 1915 byl zajat v Karpatech. V červenci 1916 se přihlásil do československých legií v Rusku. Dne 25. srpna 1917 byl zařazen do 2. střelecké divize těchto legií. Poté byl převelen na západní frontu. Dne 14. listopadu 1917 byl zařazen k 21. pěšímu puku, který působil v rámci Československých legií ve Francii. Z legií byl vyřazen v hodnosti kapitána.
V první československé republice byl důstojníkem z povolání. V letech 1924 až 1926 studoval na Vysoké škole válečné v Praze. Po absolvování této školy se na ní stal profesorem. V roce 1928 byl jmenován majorem, v roce 1932 podplukovníkem, v roce 1937 plukovníkem. Od roku 1935 působil jako vojenský přidělenec (atašé) ve Velké Británii, Belgii, Portugalsku a Francii. Při všeobecné mobilizaci v roce 1938 a ještě v roce 1939 vykonával funkci vojenského a leteckého přidělence v Paříži (v hodnosti plukovníka generálního štábu), V roce 1939 odmítl předat svůj úřad v Paříži Němcům, rozhodl se zůstat ve Francii. Byl jedním  ze zakladatelů československého odboje ve Francii. Po německé okupaci Francie působil ve štábu československého ministerstva obrany v Londýně jako vojenský přidělenec u vlády Svobodné Francie. Po 2. světové válce zastával v letech 1945 až 1946 funkci velitele 15. československé divize. Dne 10. října 1946 zemřel v Praze ve věku 50 let. Dne 26. října 1946 byl jmenován brigádním generálem in memoriam.

## Připomínka
Jeho jméno je uvedeno na pamětní desce věnované dvěma významným osobnostem I. a II. československého odboje: generálu Václavu Kalinovi (26. 9. 1896 – 10. 10. 1946) a generálu Josefu Bartíkovi (30. 6. 1897 – 18. 5. 1968). Pamětní deska je umístěna na náměstí v obci Stachy na budově obecního úřadu (49°6′6,12″ s. š., 13°39′59,65″ v. d.).